# Vörös karcsúhangya
A  vörös karcsúhangya (Aphaenogaster subterranea) a hangyák (Formicidae) családjában a bütyköshangyaformák (Myrmicinae) alcsalád Pheidolini nemzetségébe sorolt karcsúhangya (Aphaenogaster) nem egyetlen, Magyarországon is honos faja. Több magyar szerző „nyeles hangya” néven említi.

## Származása, elterjedése
Viszonylag nagy, összefüggő területen terjedt el Közép- és Dél-Európában, Moldovában, Dél-Ukrajnában, a Krím-félszigeten, Kis-Ázsiában és a Kaukázusban (Lőrinci, 24. old.)

## Megjelenése, felépítése
Lábai hosszúak; törzse karcsú. A dolgozók hossza  3–4 mm; a királynőé kb.  7 mm (Hangyafarm).

## Életmódja, élőhelye
Erősen melegkedvelő, jellemzően a mediterrán éghajlatú területeken élő faj. Fészkeit többnyire a meleg és mérsékelten nedves lombhullató erdőkben vagy azok szélén építi, de előfordul tűlevelű erdőkben és ritkán száraz gyepeken is (Lőrinczi, 24. old.) A számára optimális hőmérséklet 21–28°C, a pihenőidőszakban (novembertől márciusig) 5–8°C, a relatív páratartalom  50–60 % (Hangyafarm).
Kövek alatt, talajban, avarban, korhadt fában fészkel. Jellemzően egykirálynős kolóniáiban több száz vagy akár több ezer dolgozó is élhet együtt (Lőrinczi, 24. old.) Bolyaiba gyakran költöznek be a hangyaboglárka lepkék (Maculinea spp.) szociálparazita hernyói.
Mindenevő. A nem sok más fajához hasonlóan dokumentáltan eszközhasználó, amennyiben a folyékony vagy félfolyékony táplálékot a szállításhoz talajszemcsékkel, levéldarabkákkal stb. itatja fel (Lőrinczi, 24. old.)
Utódgondozása sajátos, ugyanis ahelyett, hogy a fészekbe hordott prédát feldarabolná és úgy adná oda a lárváknak, azokat hordja rá a táplálékra.
Július vége és szeptember eleje között repül (Lőrinczi, 24. old.)